# Seentherapie
Seentherapie umfasst die Gesamtheit der Maßnahmen zur Verbesserung des ökologischen Zustandes von Seen.
Teilgebiete sind
- die Seesanierung: aktive Maßnahmen im Einzugsgebiet zur Minimierung externer Belastungen
- die Seerestaurierung: aktive Maßnahmen im Gewässer („in lake“) zur Minimierung interner Belastungen

Die Gewässerunterhaltung nutzt Maßnahmen der Seentherapie. Sie hat im Rahmen der Erhaltung der Nutzungsmöglichkeiten die gewässerökologisch ausgerichtete Entwicklung gemäß (§39 (1) Wasserhaushaltsgesetz) zu beachten. Einsatzzeitpunkte und Geräteeinsatz sind mit naturschutzrechtlichen Vorgaben abzustimmen.

## Seesanierung
1. Anlagen zur Abwasseraufbereitung, vor allem Kläranlagen, aber auch Regenklärbecken usw.
2. Abwassersammler und Ringkanalisation: Begrenzung der Nährstoffimporte durch permanente oder saisonale Abtrennung und Isolation vom oberirdischen Zufluss („Ringkanalisation“) und nachfolgender zentraler Abwasserbehandlung.
3. Bodenfilter, Schilfpolder, Sedimentationsbecken: Reduzierung der stofflichen Belastung des Sees durch Passage vorgelagerter Filtersysteme wie Wasserpflanzen- (Makrophyten-)reicher Verkrautungsbecken oder -strecken, Retentionsbodenfilter (vgl. DWA-M 178) / künstlicher Feuchtgebiete oder Schilfbeet-Bauwerke (mit der Wirkungsweise einer Pflanzenkläranlage); oder der mechanischen Sedimentation partikular gebundener Phosphate und Feststoffe in vorgeschalteten Absetzbecken.
4. Flächenabkopplung und dezentrale Regenwasserbewirtschaftung: stoffliche und hydraulische Entlastung des Sees durch Vermeidung, Verringerung oder Aufhebung abflussbildender Flächenversiegelungen oder durch Einsatz zentraler oder dezentraler Verfahren der Regenwasserbewirtschaftung (vgl. DWA-M 138 und DWA-M 153).
5. Angepasste Landwirtschaft: Reduzierung des Nährstoff- (insbesondere Phosphat-)eintrags von angrenzenden landwirtschaftlichen Flächen durch Minimierung und Präzisierung des Dünger- und Gülleeinsatzes, extensive Grünlandbewirtschaftung und ungenutzte Gewässerrandstreifen.
6. Ufersanierung: Unterstützung oder Verbesserung der Selbstreinigung durch Schaffung naturnaher Flachufer mit typischer Vegetationszonierung und kleinteiliger Verzahnung von Wasser- und Landflächen. Minderung erosiver Nährstoffeinträge durch dauergrüne Pflanzendecken, Hecken- und Saumpflanzungen und hangparallele Uferstrukturen. Diese Maßnahmen verbessern auch die Habitatfunktion.
7. verbesserte Oberflächenbelüftung: Freihaltung von Frischluftschneisen oder Auslichtung geschlossener Ufervegetation, um den äolischen Sauerstoffeintrag in das Epilimnion zu verbessern (gleichzeitig reduzierter Laubeintrag).
8. Nutzer- und Besucherlenkung: Verringerung von Nähr- und Schadstoffeintragen sowie Entwicklung naturnaher Uferstrukturen und ungestörter Seenbereiche durch räumliche und zeitliche Lenkung und Kontingentierung der Freizeitnutzungen (z. B. temporäre Bade- oder Fischereischutzzonen). Schaffung einer bedarfsgerechten Infrastruktur bei Freizeitgewässern (Anlege- und Einstiegszonen; Ver-/ Entsorgungsmöglichkeiten, Sanitäranlagen). Senkung des Nutzerdrucks durch umweltpädagogische Maßnahmen (Information und Sensibilisierung) und Nutzungsvereinbarungen (vgl.[3]).
9. Umgang mit wassergefährdenden Chemikalien: Unfall-(Havarie-) Prävention (Notfallplanung, Geräteinfrastruktur, Schulungen des Einsatzpersonals und von Betriebsdiensten).
10. Sicherung und Sanierung von Altlasten.

## Seerestaurierung

### Nährstoffreduktion im Freiwasser
Das Freiwasser (Pelagial) ist der uferferne Wasserbereich.
1. Nährstoffinaktivierung durch chemische Fällung: Verminderung des Phosphorgehalts im Wasserkörper und Senkung der Phosphat-Rücklösung aus Sedimenten (P-Inaktivierung) durch Fällung mittels flokkulierender Al-, Fe- oder Ca-Salze bzw. Binden an modifizierte Tonminerale.
2. Externe Phosphoreliminierung: Senkung der Phosphatkonzentration durch Wasserentnahme, welches in externen P-Eliminationsanlagen durch physiko-chemische Prozesse (Fällung, Flockung, Flotation, Adsorption, Filtration) gereinigt und in weniger oder nicht belasteter Form zurückgeleitet wird.
3. Verdünnung und Spülung: Verdünnung bzw. Abfuhr von Nährstoffen und Phytoplanktonmasse durch hohen Wasseraustausch (Chemostatprinzip). Gleichzeitig erfolgt eine Wassererneuerung und ggf. Destratifizierung.
4. Entkrautung (Pflanzenentnahme aus dem Gewässer mit einem Mähboot): Die Entkrautung dient u. a. der gezielten Entnahme der in der Biomasse gebundenen Nährstoffe und wirkt vorbeugend (prophylaktisch) gegen Sauerstoffmangelsituationen, die bei der Zersetzung der abgestorbenen Biomasse entstehen könnten. Das Mähgut ist aus dem Wasserkörper zu entfernen. In größeren oder tieferen Seen erfolgt die Ernte der Wasserpflanzen (Makrophyten) durch schwimmendes Gerät mit unter Wasser arbeitenden Schneidwerken und integrierten Sammel- oder Fördervorrichtungen, in kleineren Seen kann sie durch landgestützte Räumbagger, Rechen oder Ketten erfolgen. Bei sehr kleinen oder beengten Gewässern und geringer Wassertiefe ist manuelles Krauten mit einer Krautharke eine Alternative.
5. Bestandsregulation der Wasservögel: Verringerung des Nährstoffeintrags sowie von übermäßiger Uferbeweidung (mit Nährstoffeintrag durch den Kot der Vögel) durch Verhinderung der Wasservögelanfütterung (Rückbau bekannter Futterplätze, Besuchersensibilisierung; evtl. Bußgeldverfahren), Einschränkung von Nistmöglichkeiten, Vergrämungen oder Bejagung.
6. Veränderung von Seenmorphologie: punkt- oder rinnenförmige Sohlvertiefungen als kleinräumige Sedimentationsfallen, die auch das Risiko einer flächigen Phosphor-Rücklösung reduzieren oder zur Intensivierung der Selbstreinigung (Uferverlängerungen und -abflachungen; i. d. R. auch zur Verbesserung der Habitatfunktion, vgl. Ufersanierung).

### Verhinderung der Nährstoffrücklösung aus Seesedimenten
Als Seesediment (Warve) wird die Sedimentation eines Jahres in einem See bezeichnet.
1. Sedimentkonditionierung durch Nitrat: Verhinderung der Phosphatfreisetzung aus Seesedimenten durch nitratinduzierte (Ca(NO3)2) Erhöhung des Redoxpotenzials an der Kontaktzone Wasser-Sediment (Nitratatmung). Gleichzeitig fördert das Nitrat als anaerober Elektronenakzeptor die Mineralisierung reduzierend wirkender organischer Substanz (biotechnische Entschlammung). Die Sedimentkonditionierung durch Nitrat in Kombination mit einer Phosphatfällung (s. o.) wird als „RIPLOX-Verfahren“ bezeichnet.
2. Sedimentkonditionierung durch Kalkung: Verminderung des Schlammvolumens durch Zugabe von CaCO3, CaO oder Ca(OH)2 auf zeitweise trockengelegtem („gesömmertem“) Teichsediment. Durch die pH-Anhebung wird der mikrobielle Celluloseabbau laubhaltiger Sedimente gefördert (biotechnische Entschlammung).
3. Entschlammung mit Sedimententnahme: die maschinelle Entfernung der obersten, nährstoffreichen Sedimentschicht dient der Verbesserung der Gewässerqualität und/oder Erhaltung einer angemessenen Gewässertiefe und Nutzbarkeit. Die Entschlammung kann auch der gewässermorphologischen Gestaltung dienen (Änderung der Seenmorphologie, s. o.). Eingesetzte Maschinen sind Planierboote, Ketten- oder Schwimmbagger, bei tragfähiger Sohle auch Raupen oder Bagger. Das schonendste Verfahren ist eine gezielte Absaugung mit Saugspülbaggern (Vertiefung, s. u.).
4. Entschlammung ohne Sedimententnahme: Förderung des aeroben Schlammabbaus in situ durch Belüfter-Vorrichtungen oder Bioaktivierung durch „lineare Grundbelüftung“ (umweltbiotechnologische Sauerstoffanreicherung des Bodenmilieus) oder „effektive Mikroorganismen“ (biotechnische Entschlammung). Die Sedimententnahme kann entfallen oder verschoben werden.
5. Sedimentbelüftung: Sauerstoffanreicherung des Hypolimnions und der Kontaktzone zum Sediment durch Druckluft oder gasförmigen Sauerstoff, wodurch oxidierendes Fe2+ Phosphatfreisetzung aus dem Sediment verringert. Gleichzeitig werden anoxische Prozesse an der Gewässersohle unterbunden.
6. Sedimentabdeckung: Senkung der Stoffdiffusion aus dem Sediment in den Wasserkörper durch künstliche Barrieren (Kunststofffolien, Seekreide, feinpartikuläre Tone, Zeolithe), die auch eine übermäßige Makrophytenbesiedelung von Flachseen verhindert.

### Abbau von Sauerstoffdefiziten
1. Belüftung des Epilimnions: Eine Sofortmaßnahme zur Bekämpfung akuten Sauerstoffmangels des Oberflächenwassers durch Lufteinblasung mittels Fontänen, kompressorbetriebenen Belüfterrohren, kompakten Injektorenbelüftern, Rotationsbelüftern, Turbinen u. v. m. Bei Dauerbetrieb stabilisieren und erhöhen sich aerobe Stoffumsetzungen im Wasserkörper, was zum Schlammabbau beiträgt (s. Entschlammung ohne Sedimententnahme).
2. Belüftung Hypolimnion: Bei der Tiefenwasserbelüftung wird in stabil geschichteten (stratifizierten) Seen entweder das Tiefenwasser an die Oberfläche befördert oder direkt an der Sohle durch den flächendeckenden Eintrag von Luftsauerstoff oder Reinsauerstoff behandelt (lineares Druck-ausgleichendes Verteilersystem). Auf diese Weise werden Hypolimnion und die Kontaktzone zum Sediment belüftet, um anhaltende O2-Defizite zu verhindern. Dies mindert das Risiko von Phosphatremobilisierung und unterbindet anoxische Prozesse am Gewässergrund.
3. Zwangszirkulation / künstliche Destratifikation: Drucklufteintrag an der Sohle geschichteter, polytropher Seen verhindert die Gewässerschichtung im Frühjahr („Zwangszirkulation“) und senkt so das Risiko von Eutrophierungsschüben. Gleichzeitig verbessert sich allgemein der Sauerstoffhaushalt des Gewässers.
4. Tiefenwasserableitung: Ausleitung von nähr- oder schadstoffhaltigem, sauerstoffdefizitärem Tiefenwasser nach dem Heberprinzip oder durch Gefälledruckleitung („Olszewski-Rohr“), wodurch mögliche Belastungen des Epilimnions verhindert werden.
5. Zuführung von Calciumperoxid als Pulver oder Granulat. Am Teichgrund abgesetztes und dann im Teichschlamm eingelagertes Calciumperoxid zersetzt sich langsam unter Sauerstoffabspaltung, der dann schlammabbauenden Mikroorganismen zur Verfügung steht.

### Kontrolle übermäßiger Phytomasse (Makrophyten, Algen)
1. Entkrautung: In der Seentherapie wird die mechanische Entnahme emerser und submerser Makrophyten zur Vermeidung nächtlicher oder jahreszeitlicher (saisonaler) Sauerstoffdefizite, beschleunigter Sedimentbildung oder gegen Geruchsbelästigungen eingesetzt (vgl. Nährstoffentzug, s. o.). Dominierend ist aber ihre Bedeutung in der Gewässerunterhaltung zur Erhaltung bzw. Wiederherstellung von Gewässernutzungen (z. B. Wasserwirtschaft, Bootsverkehr, Sport, Fischerei, …).
2. Wasserstandsregulierung: Wasserpflanzen und Algen werden durch länger anhaltende Senkung (Austrocknung) des Sees bekämpft (ggf. in Kombination mit Entschlammung oder Sedimentabdeckungen, s. o.); Makrophytenstandorte können durch Anhebung der Wasserstände (oder Sohlvertiefungen, s. o.) alternativ auch „ausgehungert“ werden (verschlechtertes Lichtklima).
3. Biomanipulation: Massenbestände submerser Makrophyten und Algen können durch Besatz mit herbivoren Fischarten (z. B. Rotfeder, Plötze) direkt vermindert werden. Die selektive Begrenzung der Friedfischzönose (z. B. durch Abfischung, Besatz mit Raubfischen) kann den Fraßdruck v. a. auf planktivore Daphnien senken, wodurch indirekt das Phytoplankton dezimiert wird (Nahrungsnetzsteuerung).
4. Abschattung / Trübung: Im Litoral von Seen können beschattende Bäume an Süd- und Ostufern die Phytomasse von Makrophyten und Algen begrenzen. Im Pelagial kann die künstliche Trübung des Wasserkörpers mit Tonen oder färbenden Chemikalien („Aquashade“) lichtbedürftige Planktonalgen, Makrophyten und Cyanobakterien („Blaualgen“) eindämmen.
5. Kupfersulfat: Algenbekämpfung durch Applikation von algizidem CuSO4 x 5 H2O (Durch die Schwermetallanreicherung in Sediment und/oder Nahrungsnetzen ist diese Methode im Freiland inakzeptabel).
6. weitere Verfahren: Seston-[4] bzw. Algenabweiser; Cyanophagen (Viren der Cyanobakterien, siehe auch: Bakterio- und Virioplankton), wuchshemmende Mittel („Phytotranquilizer“); s. a. Verdünnung, Zwangszirkulation und Sedimentabdeckung.

### Eignung von Maßnahmen der Seerestaurierung
| Seenoberfläche (km2)                              | >1  | >1  | >1  | >1  | <1  | <1  | <1  | <1  |
| max. Tiefe (m)                                    | >5  | >5  | <5  | <5  | >5  | >5  | <5  | <5  |
| theoret. Wasserneuerung (in Jahren)               | >5  | <5  | >5  | <5  | >5  | <5  | >5  | <5  |
| Nährstoffinaktivierung                            | +   | +   | +   | +   | +   | +   | +   | (?) |
| Verdünnung                                        | +   | +   | +   | +   | +   | +   | +   | +   |
| Sedimentkonditionierung                           |     |     |     |     |     |     | +   | +   |
| Entschlammung                                     |     |     |     |     | +   | +   | +   | +   |
| Sedimentabdeckung                                 |     |     | (?) | (?) | +   | +   | (?) | (?) |
| Belüftung Hypolimnion                             | +   | +   | -   | -   | +   | +   | -   | -   |
| künstl. Destratifikation                          | +   | +   | -   | -   | +   | +   | -   | -   |
| Tiefenwasserableitung                             | (?) | +   | -   | -   | (?) | +   | -   | -   |
| Entkrautung                                       | (?) | (?) |     |     | (?) | (?) | +   | +   |
| Beschattung                                       |     |     |     |     |     |     | +   | +   |
| (+: geeignet; - ungeeignet; ?: fraglicher Erfolg) |     |     |     |     |     |     |     |     |

Die konkreten Belastungsursachen von Seen sind stoffliche, morphologische und Managementdefizite, die oft parallel auftreten. Nur durch detaillierte, mehrmalige Ursachenanalyse und unter Berücksichtigung der saisonalen Dynamik des Ökosystem Sees kann die Wahl ökologisch wie ökonomisch geeigneter Verfahren getroffen werden. Die Eignung der Verfahren der Seentherapie ist abhängig von den Belastungsursachen, der aktuellen oder angestrebten Nutzung („Leitbild“) und der Morpho- und Hydrometrie des Sees (Oberfläche, Maximaltiefe und Schichtung, Wasserneuerung) (nach B. Scharf u. a., 1992).
Oft sind nur Maßnahmenkombinationen aus Sanierung und Restaurierung erfolgversprechend. Prinzipiell gilt bei der Maßnahmenwahl jedoch der Grundsatz Sanierung vor Restaurierung – auch hinsichtlich des Verursacherprinzips: erst nach einer weitgehenden Sanierung des Einzugsgebietes und einer ausreichenden Reaktionszeit des Gewässers sind restaurative Maßnahmen nachhaltig wirksam.

## Weiterführende Literatur
Weiterführende Informationen zu Grundlagen, Anforderungen und Verfahren der Seentherapie sind den Regelwerken DWA-M 606 sowie dem DWA-M 610 in Ergänzung mit dem DWA-M 612 zu entnehmen. Möglichkeiten der naturverträglichen Freizeitnutzung an Gewässern sind im DWA-A 618 (E) dargestellt. Aspekte der Verkehrssicherungspflicht bei der Gewässerunterhaltung sind dem DWA-M 616 (E) zu entnehmen. Praxisbeispiele der Seentherapie finden sich u. a. im „Leitfaden Maßnahmenplanung Oberflächengewässer - Teil B: Stillgewässer“.